# تلمبه هنرستان کشاورزی و شبانه‌روزی شه
تلمبه هنرستان کشاورزی و شبانه‌روزی شه یک منطقهٔ مسکونی در ایران است که در دهستان خورسند واقع شده‌است.